# Фонтан, Луи де
Маркиз Луи де Фонтан (1757—1821) — французский писатель и политический деятель.

## Биография
Отправившись искать счастья в Париж (1777), долго там боролся с нуждой. В начале революции сочувственно отнесся к крушению старого порядка, но в то же время возмущался анархией и требовал порядка и уважения к законам. В начале 1790-х гг. он принимал участие в издании газеты умеренного направления «Modérateur».
После падения монархии удалился в Лион и едва спасся от казни, когда возмущение Лиона против конвента было подавлено. В том же году (1793) написал от имени лионцев петицию в конвент, в которой говорилось о неистовствах Колло д’Эрбуа и других комиссаров конвента. Вскоре после этого Фонтан снова попал в список осужденных и спасся от гильотины только тем, что успел скрыться. В 1796 г. он был назначен профессором литературы в École Centrale. Вместе с Лагарпом он издавал газету «Mémorial», высказывавшуюся против политики Директории; поэтому 18 фрюктидора он был исключен из института и осужден на изгнание.
Он бежал в Англию и там подружился с Шатобрианом. После 18 брюмера они оба вернулись во Францию и стали издавать газету реакционного направления «Mercure de France», в которой сотрудничали также Лагарп и Бональд. В 1800 г., на празднестве, устроенном первым консулом в годовщину смерти Вашингтона, Фонтан произнес похвальную речь последнему.

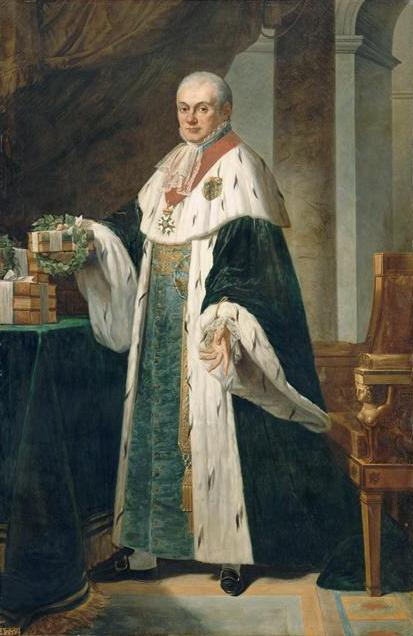
Фонтан — великий магистр Университета

Благодаря ходатайству сестры Наполеона, Элизы Бачиокки, Фонтан в 1802 г. сделался членом законодательного корпуса. После реорганизации института в 1803 г. он стал его членом. В 1804 г. был избран президентом законодательного корпуса и исполнял эти обязанности до 1808 г. При открытии или закрытии сессий он произносил обыкновенно блестящие речи в честь Наполеона. В 1808 г. при реорганизации «Университета» Наполеон назначил его великим его магистром. В этой должности Фонтан старался смягчить чисто военный характер школьного воспитания применением моральных и религиозных начал. В 1810 г. Фонтан был назначен сенатором и получил титул графа.
Когда падение Наполеона сделалось неизбежным, Фонтан перешел на сторону Бурбонов и участвовал в низложении Наполеона сенатом. Людовик XVIII назначил его пэром и дал титул маркиза. В палате пэров он играл ту же роль официального оратора по отношению к Людовику XVIII, как раньше по отношению к Наполеону.
Первые стихотворения Фонтана отличались меланхолическим характером и внушены были тяжелыми впечатлениями его молодости. За «Cri de mon coeur» (1778) последовали «Le jour des morts dans une campagne», «Poëme séculaire sur la fédération de 1790», «La Grece délivrée», «Le vieux Château». Из других его произведений замечательны: стихотворный перевод «Essai sur l’homme» Попа; «Epotre sur l’édit en faveur des non-catholiques»; «Essai sur l’astronomie» и целый ряд критических и публицистических статей в названых выше периодических изданиях.
Собрание его речей издано под общим заглавием «Collection complete des discours de F.». Сочинения изданы Сент-Бёвом («Oeuvres de Fontaues», П., 1839, 2 тт.). Поэзия его отличается искусственным характером и недостатком вдохновения. В прозе он был блестящим стилистом.